# Türkan Saylan
Türkan Saylan (* 13. Dezember 1935 in Istanbul; † 18. Mai 2009 ebenda) war eine türkische Autorin, Medizinerin und Vorsitzende und Gründerin des türkeiweiten Vereins zur Förderung der zeitgemäßen Lebensweise (ÇYDD) und des Vereins zum Kampf gegen die Lepra (CSD).

## Leben
Saylan besuchte von 1944 bis 1946 die Grundschule von Kandilli und von 1946 bis 1953 das dortige Mädchengymnasium. 1963 machte sie ihren Abschluss an der Medizinischen Fakultät der Universität Istanbul. Zwischen 1964 und 1968 arbeitete sie im Sozialversicherungskrankenhaus in Nişantaşı und spezialisierte sich auf Hautkrankheiten. 1968 begann sie als Hauptassistentin an der Medizinischen Fakultät der Universität von Istanbul im Fachbereich Dermatologie zu arbeiten. 1971 bekam sie ein Stipendium in England zur weiteren Ausbildung. 1974 arbeitete sie in Frankreich und 1976 in England. 1972 wurde sie Dozentin und 1977 Professorin. 1976 fing sie an, sich dem Kampf gegen Lepra zu widmen und gründete den Verein zum Kampf gegen die Lepra.
1986 wurde sie wegen ihres Einsatzes gegen die Lepra mit dem Internationalen Gandhi-Preis geehrt. Bis 2006 war sie als Beraterin der Weltgesundheitsorganisation zur Lepra tätig. Sie war einer der Gründerinnen der Internationalen Lepra-Union (ILU). Sie war außerdem Mitglied in der European Academy of Dermatology and Venereology und in der Internationalen Lepra Gesellschaft. Von 1981 bis 2002 war sie neben ihrer Universitätsprofessur die Chefärztin des zum türkischen Gesundheitsministerium gehörenden Leprakrankenhauses von Istanbul. Zwischen 1982 und 1987 stand sie der Dermatologisch-Wissenschaftlichen Abteilung der Medizinischen Fakultät der Universität Istanbul vor. 1981 bis 2001 war sie die Direktorin des Dermatologischen Forschungszentrums der Universität. Außerdem wirkte sie mit an der Gründung des Dermatologisch-pathologischen Labors und der Polikliniken für die Krankheit Morbus Adamantiades-Behçet und Geschlechtskrankheiten. Des Weiteren war sie die Koordinatorin des Nationalen Programms zur Kontrolle der Lepra.
Saylan wurde im Jahr 2000 vom ehemaligen Präsident Süleyman Demirel ins Beratungsgremium des Kinderschutzbundes der Türkei berufen. Im Jahre 2001 wurde sie von dem damaligen Präsidenten Ahmet Necdet Sezer in den Hochschulrat berufen. Ihr Ratsamt hatte sie bis 2007 inne.
Für Saylan, die an Krebs starb, wurde im Rahmen ihrer Beerdigung eine große Zeremonie abgehalten. Daran nahmen neben zahlreichen Bürgern auch der damalige Vorsitzende der Republikanischen Volkspartei (CHP) Deniz Baykal, der Vorsitzende der Demokratischen Linkspartei (DSP) Masum Türker, Abgeordnete, Mitglieder von Gerichtshöfen, Gewerkschafter und Parteimitglieder sowie Schüler und Mitglieder der von ihr gegründeten Stiftung teil.

## Familie
Saylans Vater Fasih Galip Bey war einer der ersten Bauunternehmer der damals neu gegründeten Republik Türkei, und ihre Mutter war die Schweizerin Lili Mina Raiman, die später den türkischen Namen Leyla annahm. Türkan Saylan war das älteste von fünf Geschwistern. 1957 heiratete sie und bekam zwei Söhne, von denen einer Grafiker und der andere Mediziner ist. Außerdem hat Saylan zwei Enkelkinder.

## Ergenekon-Ermittlung
Saylan war eine der Hauptinitiantinnen der großen „Demonstrationen für die Republik“, die in Ankara, Istanbul und Izmir im Jahre 2007 die Millionen gegen die AKP-Regierung mobilisierte. Aufsehen erregte die Hausdurchsuchung bei Saylan, die im Rahmen der Ergenekon-Ermittlungen am 13. April 2009 durchgeführt wurde. Im Anschluss an die Durchsuchung wurde die damals schwer krebskranke Saylan kurzzeitig festgenommen.
Saylan sah die Gülen-Bewegung, benannt nach ihrem Gründer, dem islamischen Prediger Fethullah Gülen, hinter den Geschehnissen, weil sie sich für eine Erziehung in einer weltlichen Ordnung eingesetzt hätte. Der damalige Oppositionsvorsitzende Deniz Baykal äußerte sich dazu wie folgt: Wenn sie nicht krank wäre, hätte man sie wohl mitgenommen, wie die Leiter der Regionalstellen. Frau Saylan vergibt Stipendien an 29.000 Schüler; sie hat 36.000 Mädchen zu einer Schulbildung verholfen. Da fragt man sich doch, warum trifft es gerade sie, einen Menschen, der sich der Erziehung zu einem modernen Leben verschrieben hat? Hat da jemand Probleme mit dem Projekt einer modernen Erziehung; soll das verhindert werden?
Zum Zeitpunkt ihrer Festnahme war Saylan bereits im letzten Stadium ihrer Krebserkrankung und starb kurze Zeit nach diesem Vorfall. Die Anklagen gegen ihre Mitarbeiter wurden fortgesetzt und mündeten schließlich in eine Prozesswelle gegen zahlreiche Gegner von Ministerpräsident Erdoğan und seine Verbündeten der Gülen-Bewegung.
Später wurde die Anklage gegen Mitglieder des Vereins ÇYDD aus Mangel an Beweisen fallengelassen.

## Werke
- Yer Gök Dört Duvar, Türkan Saylan und ihre Schüler, Verlag: Cumhuriyet Kitapları, ISBN 978-605-4183-26-5
- Hekimler İçin Deri ve Zührevi Hastalıkları Elkitabı, Türkan Saylan, Verlag: Yüce Yayımları, ISBN 975-411-084-0
- Çağdaşlaşma Yolunda, Türkan Saylan, Verlag: Doğan Kitap, ISBN 978-605-111-099-8
- 100 Soruda Sivil Toplum, Türkan Saylan, Verlag: Cumhuriyet Kitapları, ISBN 978-9944-15-073-6
- Cumhuriyet'in Bireyi Olmak, Türkan Saylan, Verlag: Cumhuriyet Kitapları, ISBN 975-6747-78-1
- Geçmişten Geleceğe Radyo Cumhuriyet'te Çağdaş İnsan Söyleşileri, Türkan Saylan, Verlag: Cumhuriyet Kitapları, ISBN 978-975-6747-86-5
- Güneş Umuttan Şimdi Doğar, Türkan Saylan, Verlag: Türkiye İş Bankası Kültür Yayınları/ Nehir Söyleşi, ISBN 978-975-458-578-0
- At Kız, Türkan Saylan, Verlag: Cumhuriyet Kitapları, ISBN 975-6747-24-2

## Auszeichnungen und Preise
- 1960 Dowling Klub Ehrenmitgliedschaft[1]
- 1978 North American Dermatologic Society Ehrenmitgliedschaft[1].[11]
- 1986 Atatürks Prinzipien und Revolution Preis der Universität von Istanbul[1]
- 1990 Melvin Jones Preis, Rotary International[1]
- 1991 Dienst am Atatürkischen Gedanken Lions-Club-İncirli[1]
- 1996 Kuvayı Milliye Preis, Rotary Klub-Haliç[1]
- 1996 Frau des Jahres[1]
- 1996 Atatürks Prinzipien und Revolution Preis der Universität von Istanbul (2. Mal)[1]
- 1997 Atatürk Preis, Rotary Klub-Tuzla[1]
- 1997 Fahrettin Kerim Gökay Ödülü Preis, Stiftung des Türkischen Lions Klubs[1]
- 1997 Türkische Agrarunion Preis[1]
- 1998 75. Jahr Preis, Türkische Frauenunion Şişli Abteilung[1]
- 1998 Uğur Mumcu – Muammer Aksoy Preis, ADD Abteilung Istanbul[1]
- 1999 Rifat Ilgaz Kultur Zentrum Ehrenauszeichnung[1]
- 2000 Foyer des Artistes Preis, Italien[1]
- 2001 Preis des Vereins für die Rechte der Kranken und Krankenangehörigen[1]
- 2001 Education and Modernization Award der Atatürk Society of Amerika[1]
- 2001 Türkische Kunstbehörde Ehrenauszeichnung[1]
- 2002 Atatürk/Modernität Preis, Vereinigung der Welt-Atatürkorganisationen[1]
- 2003 Auszeichnung für außerordentliche Leistungen der Technischen Universität Yildiz[1]
- 2004 Ausbildungspreis des TED-Kollegiums[1]
- 2004 100. Jahre Berufserfolg Preis, Rotary Klub[1]
- 2004 Preis für Menschenrechte der Gemeinde von Karşıyaka, Izmir[1]
- 2004 Türkeis bester Lehrer Preis der türkischen Zeitschrift Tempo[1]
- 2004 Mutigste Frau des Jahres Preis des Lehrpersonals und der Studentenschaft der Kultur Universität von Istanbul[1]
- 2004 Puduhepa Preis des Kulturvereins von Adana[1]
- 2005 Berufs Errungenschaften Preis des Ankara Rotary Klubs[1]
- 2005 Gesellschaft Friedens Preis, türkischer Radiosender Bariş[1]
- 2005 Menschenrechts, Demokratie, Friedens und Hilfs Preis der türkischen Sozialdemokratiestiftung[1]
- 2005 Hab ein Herz Preis der türkischen Herzstiftung[1]
- 2006 Preis für die erfolgreichsten Frauen im Berufsleben, türkische Tageszeitung Dünya[1]
- 2006 ÇEK Lehrpreis, Moderne Ausbildungkooperatife[1]
- 2007 Ehrenauszeichnung der Marmara-Universität Istanbul[1]
- 2007 Ziege des Jahres Preis der Gemeinde Fethiye[1]
- 2007 Unermüdliche Kämpfer für unsere Republik Preis, der Gemeinde von Yenice in Mersin[1]
- 2007 Vorbildhafter Bürger Preis der Hacettepe-Universität in Ankara[1]
- 2007 Melvin Jones Preis, Lions Klub (2. Mal)[1]
- 2007 Dienstauszeichnung des türkischen Bayındır Hospitals[1]
- 2007 Dienstauszeichnung des Rotary Klubs von Eminönü[1]
- 2007 Dienstauszeichnung Metropolitan Rotary[1]
- 2007 Erfolgreichste Frau des Jahres Preis der türkischen Nierenstiftung[1]
- 2008 Aufklärungsehrenauszeichnung des Vereins der Neuen Generation der Dorf-Institute[1]
- 2008 Margarette Golding Preis[1]
- 2008 Person des Jahres einer Nichtregierungsorganisation, türkische Wirtschaftszeitung Ekonomist[1]